# لينكلين (نيويورك)
لينكلين (بالإنجليزية: Lincklaen, New York)‏ هي بلدة أمريكية تقع في الولايات المتحدة في مقاطعة تشينانغو، نيويورك. يقدر عدد سكانها بـ 396 نسمة ومساحتها 68.0 كم2 وترتفع عن سطح البحر 503 متر.